# Lathyrus sphaericus
Gesse à fruits ronds, Gesse à graines rondes
Espèce
Lathyrus sphaericus, la Gesse à fruits ronds ou Gesse à graines rondes, est une espèce de plantes à fleurs de la famille des Fabacées. C'est une plante annuelle trouvée en Europe.

## Statut de protection
En France, l'espèce est protégée en Franche-Comté et en Île-de-France.
En Suisse, elle figure sur la liste rouge des plantes.